# デュアハウスバッケン
デュアハウスバッケン (Dyrehavsbakken、「鹿の牧草地の丘」の意) は、デンマークの首都コペンハーゲン近郊（北側）のリュンビュ＝ターベック、クランペンボーにあるテーマパーク/遊園地である。
1583年に開業した世界最古の遊園地として知られる。年間250～290万人程度の入場者数で、デンマークではチボリ公園に次いで2番目に人気のある遊園地である。

## 歴史
デュアハウスバッケンの起源は、キルスティン・ピルという人物が1583年にコペンハーゲン北部のこの地で天然の泉を発見した事に始まると考えられている。当時のコペンハーゲン市内の水質の悪さや、天然の泉には治療効果があるという考えなどから、コペンハーゲンや近郊の多くの観光客がこの泉に集まり、行商人や大道芸人らも泉の近くに集まり、飲食店や宿泊施設ができたと考えられている。
1669年にデンマーク国王フレデリク3世が泉の周辺地域を王室の狩猟公園として整備する事を決め、息子のクリスチャン5世は1670年に狩猟公園の規模を拡張し、この公園をデュアヘーウン狩猟公園（鹿公園）と名付け、一般人の立ち入りを制限した。1756年のフレデリク5世の時代に、再び一般庶民の立ち入りが許可された。
デュアハウスバッケンにも再び人々が集まるようになり、評判はヨーロッパ全土に広まっていった。ナポレオン戦争の時代にもデュアハウスバッケンは発展を続け、蒸気船や鉄道の発展によって客もますます増えていった。1885年にデュアハウスバッケンで事業を行う事業者の組合として「デュアハウスバッケン テント所有者協会」を設立し、トイレの整備や廃棄物収集、水道や施設・さらには電気系統の整備といった組合事業を担うようになった。この組合は現在も存続し、公園の出店者には加入が義務付けられている。
20世紀に入ると自動化されたアトラクションなども設置されるようになり、現代的なテーマパークの姿となった。1932年に開設された『Rutschebanen』は、現在も運用されている世界最古の木造ジェットコースターの一つとして知られている。
現在のデュアハウスバッケンにはジェットコースターをはじめとする様々なアトラクションの他、ゲームコーナー、ミュージックホール、サーカス、バーやラウンジ、様々なスタイルの飲食店がある。

## ギャラリー

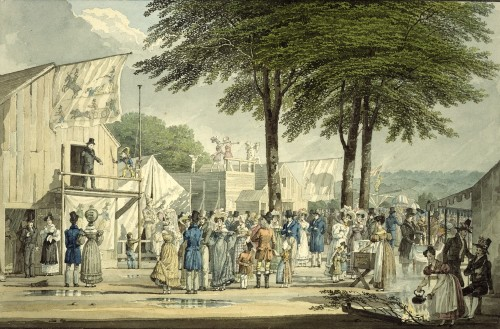
1840年代のバッケンを描いた絵画
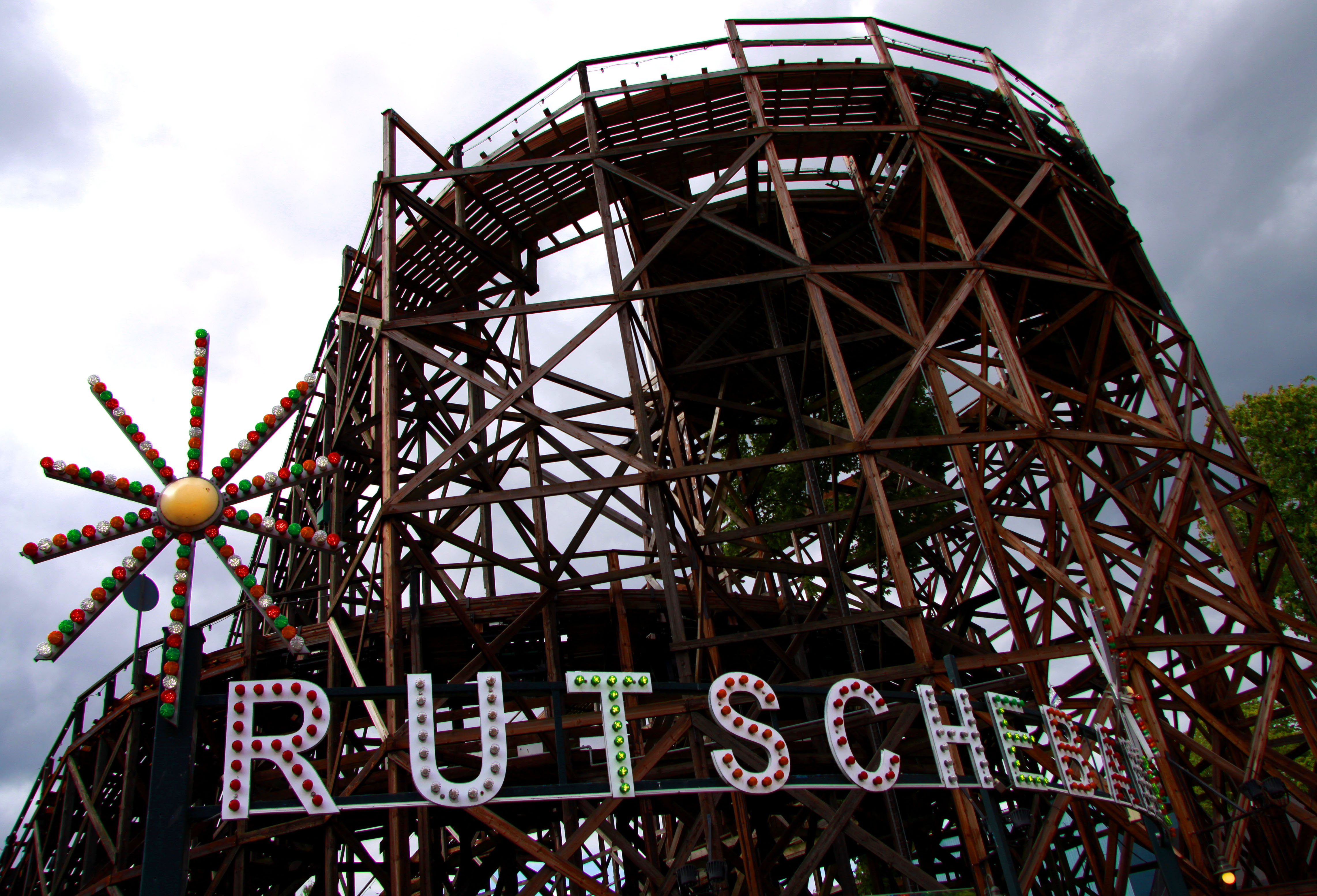
木製ジェットコースター『Rutschebanen』
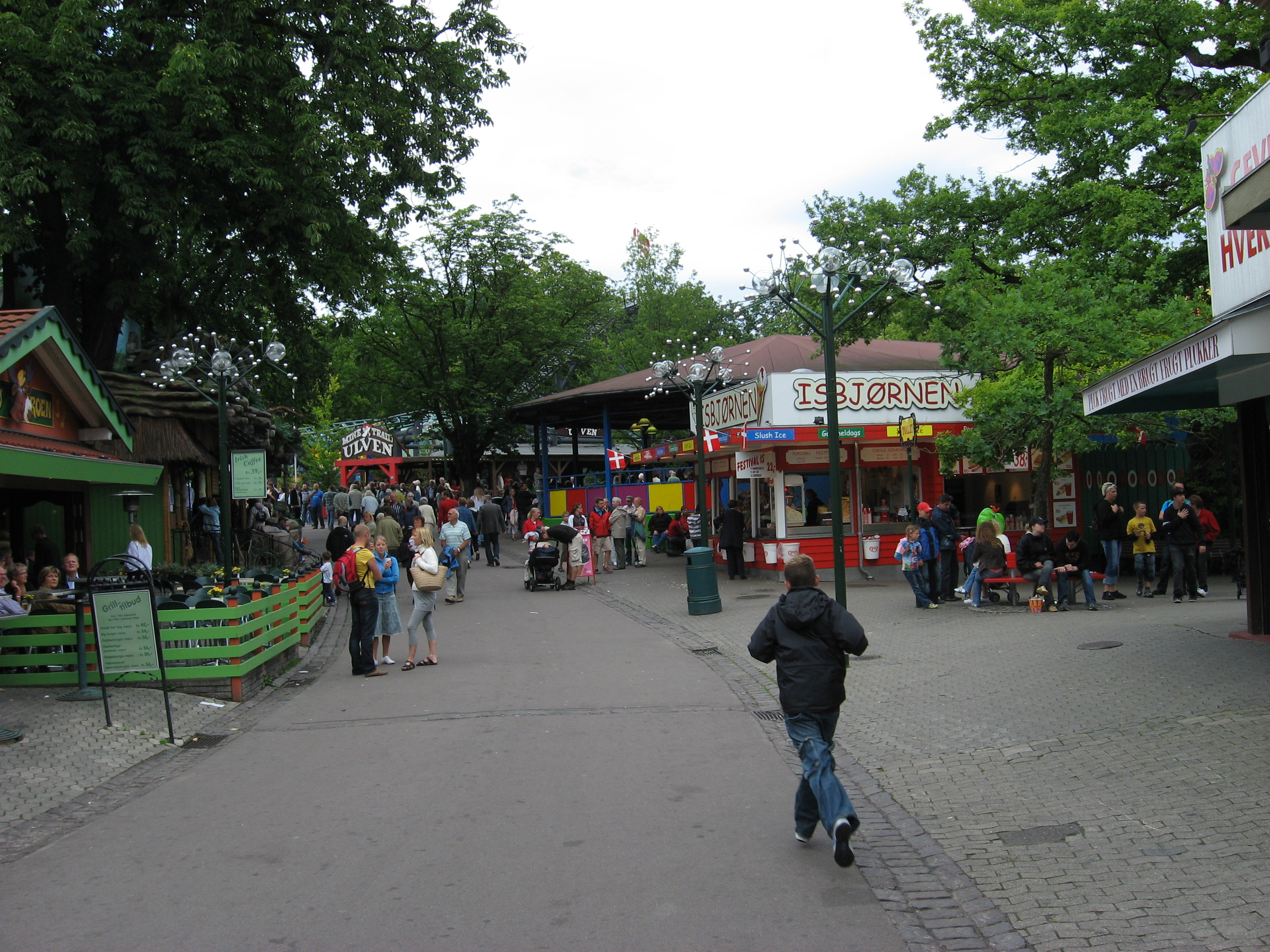
レストラン
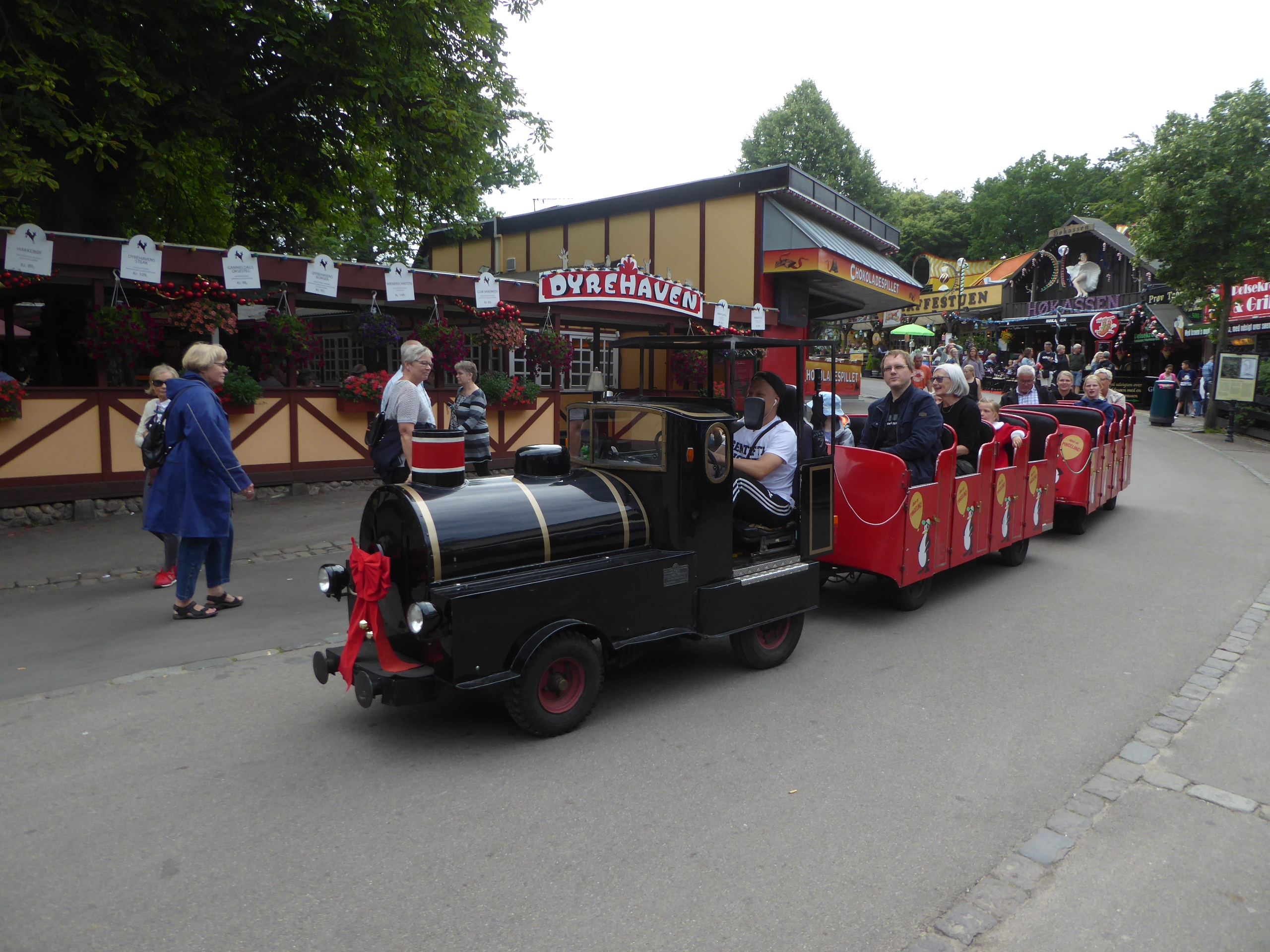
園内を走る乗り物
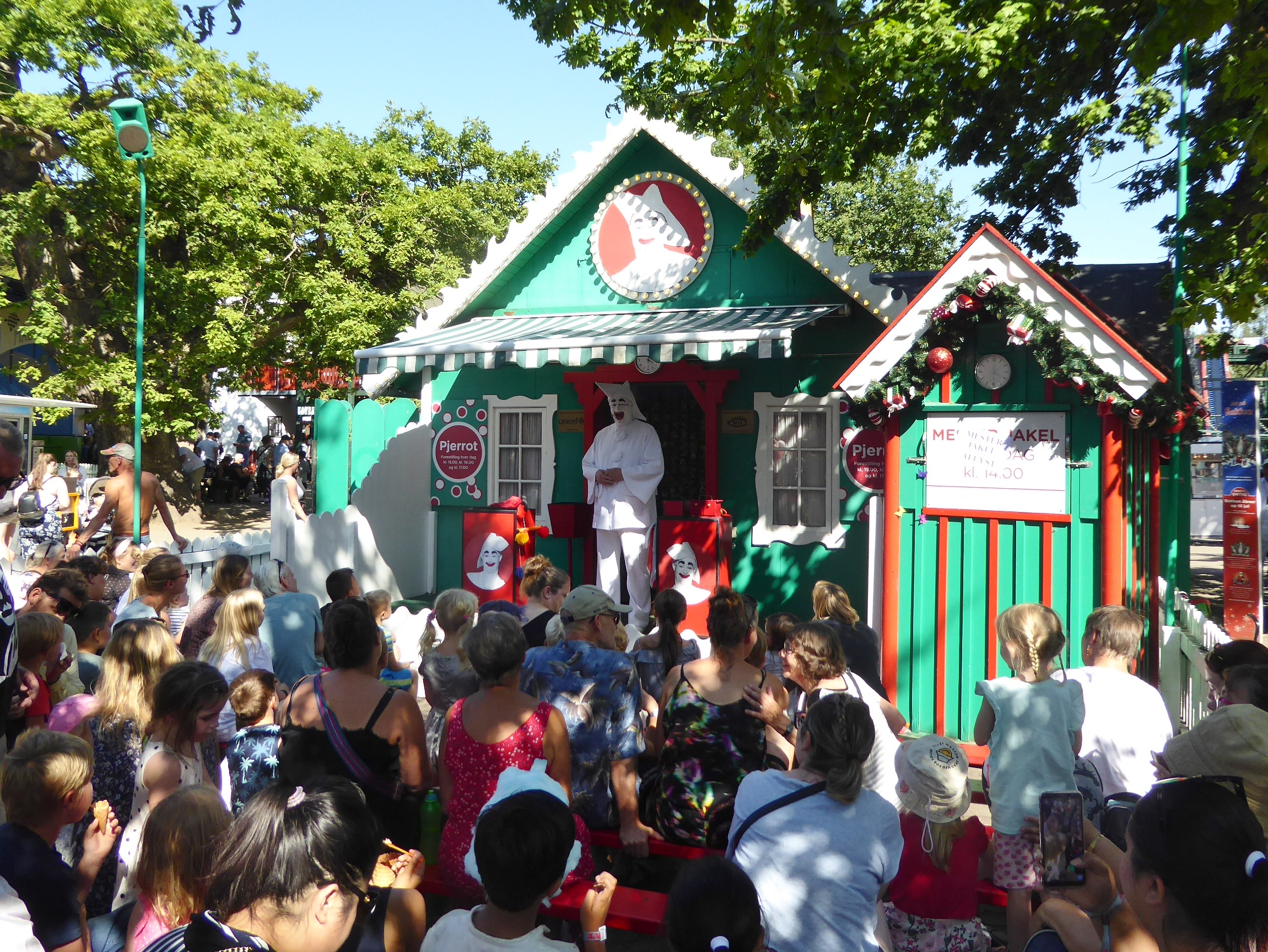
ピエロの家